# Pierre Fouquier
Pierre Eloy Fouquier, né le 26 juillet 1776 à Maissemy et mort le 5 octobre 1850 à Paris, est un médecin français, professeur de la Faculté de médecine de Paris. Président de l'Académie de médecine en 1842, il a été médecin des rois Charles X et Louis-Philippe Ier.

## Biographie
Son père était laboureur. Il fait ses premières études au collège de Saint-Quentin. En 1794, il est à Paris pour se diriger d'abord vers la chirurgie militaire en ayant comme professeur Pierre Joseph Desault,  il étudie ensuite la médecine sous Jean-Nicolas Corvisart. Il obtient son titre de docteur en 1802, et devient un partisan de Philippe Pinel. 
À partir de 1807, il entame une carrière de médecin hospitalier à l'Hôpital de la Charité de Paris. Il est nommé professeur en 1820, occupant successivement des chaires de clinique médicale et de pathologie médicale, jusqu'à sa mort en 1850.

## Titres et travaux
Selon Jean Cruveilhier, Fouquier était un excellent clinicien, doux et bienveillant, qui « ne se séparait jamais de son malade qu'avec la certitude d'avoir remonté son courage ». Fouquier reste attaché à l'importance des autopsies même après une gangrène d'un doigt qui faillit l'emporter.
Homme d'ordre et de devoir, il accepte en 1813 de servir dans l'armée où il lutte contre le typhus lors de la Campagne de France (1814), ce qui lui vaut la Légion d'Honneur la même année.
Membre de l’Académie de médecine en 1820, et son président en 1842, il a été membre de la haute commission des études médicales.
Il est médecin consultant de Charles X (1757-1836) et premier médecin de Louis-Philippe (1773-1850) en 1840.
Il est Commandeur de la Légion d'honneur en 1847.
Il est l'auteur d'une traduction française du De Medicina de Celse et des Elementa Medicinæ de Brown. 
George Engelmann (1809-1832) lui dédie le genre Fouquieria.

## Sources
- Traduction de l'article de langue anglaise de Wikipédia (version du 19 juin 2006).

1. 1 2  Françoise Huguet, Les professeurs de la faculté de médecine de Paris, dictionnaire biographique 1794-1939., Paris, INRP - CNRS, 1991, 753 p. (ISBN 2-222-04527-4), p. 187-188
2. 1 2 3  Jean Cruveilhier, « Discours prononcé sur la tombe de Fouquier », sur www.biusante.parisdescartes.fr (consulté le 20 janvier 2022)
3. ↑  « Pierre Eloi Fouquier, dans le dictionnaire de Dechambre (1879) », sur www.biusante.parisdescartes.fr (consulté le 20 janvier 2022)